# Верхняя Песочня
Верхняя Песочня — деревня в Кировском районе Калужской области. Административный центр муниципального образования сельское поселение «Деревня Верхняя Песочня».
Расположена в 12 километрах на северо-западе от районного центра, на левом берегу реки Песочни, на автодороге Киров — Тягаево.

## История
В 1859 году упоминается как владельческая деревня Песочня верхняя в 54 крестьянских двора с фабрикой.
В конце XVIII века принадлежала Ф. М. Шепелеву (647 десятин земли).
После реформы 1861 года вошла в Савкинскую волость Жиздринского уезда Калужской губернии.
В деревне имелась земская школа, где в 1870 году училось 29 учеников, водяная мельница А. И. Кирова (начало XX века).
В 1921 году в деревне открыт Народный дом.
В средней школе в 1950—1980-х годах работал заслуженный учитель РСФСР — А. Н. Елисеев (род. 1930). Председателем колхоза «Путь к коммунизму» в тот же период был заслуженный работник сельского хозяйства РСФСР — И. Ф. Кошелев (род. 1927).
В августе 1983 года был открыт мемориальный комплекс на братской могиле советских воинов, погибших в Великой Отечественной войне.

## Население
| 1859 | 1896 | 1903 | 1913 | 1926 | 1994 | 2010 |
| ---- | ---- | ---- | ---- | ---- | ---- | ---- |
| 358  | 439  | 512  | 481  | 533  | 295  | 246  |